# Rosszul funkcionáló autizmus
A rosszul funkcionáló autizmus értelmi fogyatékosság és autizmus együttese. Az autizmus alaptünetei kifejezettek, mind nyelvi-kommunikációs, mind szocializációs, mind rugalmasság szempontjából. Gyakoriak a bizarr viselkedés, az alvásproblémák, és az agresszió (önagresszió vagy másokkal szebeni agresszió). Nem szerepel önálló diagnózisként a DSM-5-ben vagy az ICD-10-ben; az autizmus és az értelmi fogyatékosság diagnózisát külön kell megadni.

## Jellemzése
Az autizmus azt jelenti, hogy az egyén hiányosságokat mutat a kölcsönös társas kapcsolatokban, a kommunikációban és a rugalmas viselkedésben. A viselkedés korlátozott, repetitív és sztereotip.
Rosszul funkcionáló autizmus esetén a társas készségek gyengék. Ide tartozik a szemkontaktus hiánya, a nem megfelelő gesztusok, továbbá a másik beszédének, érzelmeinek, tevékenységének válasz, illetve reakció nélkül hagyása. Ezekkel a képességekkel nehéz kapcsolatokat építeni.
Mind a verbális, mind a nonverbális kommunikáció zavart. Az egyén szavakat és mondatokat ismételget, továbbá hiányzik a képzeletet igénylő játék. A kényszeresség nem funkcionális rítusokban és rituálékban mutatkozik meg, az ismétlődő mozgások közé tartozik a kézrázás és más nagymozgások. Az érdeklődési kör nagyon szűk, és kényszeres. A gyerekek nem játszanak úgy a játékokkal, mint egy ép gyerek, hanem nézik, hallgatják, szagolják a játékszert.

## Okai
Általánosságban az autizmus okai nem ismertek. Az elméletek szerint genetikai eredetű, de találtak más tényezőket is, melyekről Autizmus cikkünkben írunk. Tanulmányok rendellenességeket találtak autisták agyában. Kísérletekkel vizsgálták, hogy van-e kapcsolat a rendellenességek és az autizmus súlyossága között. Elia et al. (2000) MRI-vel figyelték a középszagittális agyterületet, a középagyat, a cerebellaris vermist, a corpus callosumot, és a vermal lobules VI és VII területeket, rosszul funkcionáló autista gyerekek agyában. Kapcsolatot találtak bizonyos agyműködésekkel, mint emlékezet, motiváció és tanulás, de ezek az eredmények további megerősítésre várnak.  Továbbá a kutatások azt mutatták, hogy több fejlődési zavar is hozzájárulhat az autizmusban előforduló rendellenességek több fajtájához; így nem is olyan egyszerű megállapítani a kapcsolatot az autizmus súlyossága és a rendellenességek között.

## Felismerése
A rosszul funkcionáló autizmus sosem volt hivatalos diagnózis a Diagnostic and Statistical Manual of Mental Disorders de American Psychiatric Assoication szerint. A DSM-4 és a DSM-5 szerint külön diagnosztizálják az autizmust és külön az értelmi fogyatékosságot.
A DSM-5 három részre osztja a spektrumot, a 3-as szinthez tartoznak a legerősebb tünetek. Mind a verbális, mind a nonverbális kommunikáció érintett. Kifejezett merevség a másokhoz való alkalmazkodásban, a figyelemben; nehézkes alkalmazkodás a változásokhoz. A kapcsolattartás nehezített, az egyén csak a közvetlen hatásokra reagál.
Az ICD-10 szerint hároméves kor előtt felismerhető. Kritériumai a nyelvi kommunikációban, a társas kapcsolatokban, illetve a játékban jelennek meg. A három fő kategória szerint hat további tünetet követel meg. Az értelmi fogyatékosságot külön diagnosztizálják.

## Kezelése
Ugyanazokat a módszereket használják, mint autizmus esetén általában. Lásd itt: Autizmus, Fejlesztési lehetőségek szakasz.

## Kritikák
Autista aktivisták kritizálják a funkcionálás szerinti címkéket, különösen a rosszul funkcionáló címkét, mivel ezektől a gyerekektől keveset várnak el, így nem hozzák ki magukból azt, amit lehetne. A gyerek ezt megérzi, még akkor is, ha nem mondják neki. Lásd gólem-effektus és Pigmalion-effektus.
Egy további kritika, hogy a címkék nem veszik figyelembe, hogy a teljesítmény hullámzik. Akár Asperger-szindrómásokkal is megtörténhet, hogy válságos helyzetbe kerülnek, ezért elveszítik munkájukat, és sokáig nem találnak újabb normál munkát.

## Fordítás
Ez a szócikk részben vagy egészben  a   Low-functioning autism című angol Wikipédia-szócikk fordításán alapul.  Az eredeti cikk szerkesztőit annak laptörténete sorolja fel. Ez a jelzés csupán a megfogalmazás eredetét és a szerzői jogokat jelzi, nem szolgál a cikkben szereplő információk forrásmegjelöléseként.